# Isaías Duarte Cancino
 (novembre 2010).
Si vous disposez d'ouvrages ou d'articles de référence ou si vous connaissez des sites web de qualité traitant du thème abordé ici, merci de compléter l'article en donnant les références utiles à sa vérifiabilité et en les liant à la section « Notes et références ».
Isaías Duarte Cancino, plus fréquemment appelé Isaías Duarte (1939 - 2002), archevêque de Cali (ville de 2 000 000 d'habitants en Colombie, à 450 km au sud-ouest de Bogota), a été abattu, criblé de balles, par deux tueurs à gage le samedi soir 16 mars 2002 à 20 h 30, à la sortie d'une célébration à l'église Buen Pastor, dans un quartier populaire de la ville. Atteint à la tête et à la poitrine, il est décédé avant son arrivée à la clinique. Il avait 63 ans.
Il a été reproché à la police de n'avoir pas donné de suite à une demande de protection formulée 4 heures avant l'assassinat, lorsque des individus suspects avaient été aperçus par le curé du Buen Pastor à proximité de l'église. Isaias Duarte avait néanmoins toujours refusé une escorte policière.
Isaias Duarte était connu pour son opposition aux groupes armés illégaux, et en particulier aux guérillas d'extrême gauche. Il avait, sans citer de nom, dénoncé le soutien financier de narco-trafiquants à des candidats au Sénat et à la Chambre des représentants.
Le 30 mai 1999, pendant une messe célébrée à Cali par Isaias Duarte, 168 fidèles avaient été enlevés par la guérilla pro-cubaine de l'ELN (Armée de Libération Nationale). Leur libération, souvent contre rançon, dura plusieurs mois.